# 袁樹勛

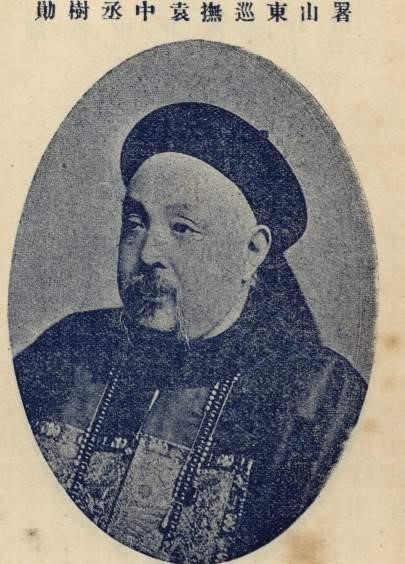
袁樹勛

袁樹勛（1847年—1915年），字海观，号抑戒老人，湖南湘潭（今湖南株洲天元区群丰石塘村）人，為清朝官員。
袁树勋祖辈的袁遇春一支曾在地方显赫一时，有藏书家袁芳瑛、文人袁思亮等名人后辈。袁树勋的祖父袁建伯当过地方乡绅。他13岁时，因祖父过世，家境由此衰落，他不得不以务农为生。1865年，18岁的袁树勋决定改变生活现状，于是投身湘军，参与征讨捻军。他擅长后勤工作，为前线筹备粮饷，光緒三年（1877年），因功升任江苏高淳县县令。光緒八年（1882年），任銅山縣知縣。光緒十二年（1886年），任南匯縣知縣。光緒十五年（1889年）（也有说是发生在1891年），任上海縣知縣，后丁憂。光緒二十一年（1895年），報捐直隸州分發江西候補，先后转任江西景德镇知府和天津知府。光緒二十三年（1897年），捐離直隸州以知府仍留江西候補。八国联军侵华期间，原本留守天津的他以“勤王护驾”为名义，主动带领5个营的援兵追随皇帝，受到慈溪太后褒奖。光緒三十一年（1905年），任江蘇按察使。光緒三十二年（1906年），任順天府府尹。光緒三十四年（1908年）（也有的说是1907年），擔任民政部左侍郎，署山東巡撫。宣統元年（1909年），署兩廣總督，达到其仕途顶峰。辛亥革命爆发后，赋闲于上海的他受袁世凯之指使，请求皇帝退位。袁世凯掌权后，他谢绝了袁世凯政府的直隶总督职位邀请。
袁树勋有長子袁思永（1880-？，巽初）。